# Bayonet, Model of 1905
Das Bayonet, Model of 1905 (1905–1917), Bayonet, Model 1905 (1917–1924) oder Bayonet M1905 (ab 1925) war ein Bajonett für das US-amerikanische Gewehr Springfield M1903 und wurde ab 1906 bis in die heutige Zeit verwendet.

## Entwicklung
Im Jahr 1903 wurde das Springfield M1903 eingeführt. Dieses verfügte über ein Ladestockbajonett, welches in den Waffenkörper eingebettet war. Dieses Bajonett wurde zur damaligen Zeit eingeführt, da man davon ausging, dass Nahkämpfe durch die Feuerwaffen der Vergangenheit angehören würden. Am 4. Januar 1905 schrieb jedoch der damalige Präsident der Vereinigten Staaten Theodore Roosevelt an den Kriegsminister William Howard Taft einen Brief über das M1903 Bajonett. Hierbei schrieb er:

„Ich muss sagen, dass ich das Ladestockbajonett für die schlechteste Erfindung halte, die ich je gesehen habe. Wie Sie bemerkt haben, brach es bei einem auch nur mäßig heftigen Schlag sofort ab. Es hätte keine moralische Wirkung und nur eine sehr geringe physische Wirkung. Ich halte den Vorschlag eines kurzen dreieckigen Bajonetts für eine große Verbesserung. Nachdem Sie dieses Thema des Bajonetts und des Schwerts besprochen haben, sprechen Sie mit mir darüber... Ich würde gerne die Meinung von Captain March und dann die Meinung der anderen Militärattachés hören, die die Kämpfe zwischen den Russen und den Japanern gesehen haben, sowohl zum Bajonett als auch zum Schwert. Ich würde auch gerne die Meinung eines unserer Offiziere auf den Philippinen hören, der das Bajonett tatsächlich im Einsatz gesehen hat.“

Der Bericht des Militärattachés begleitete die japanische Armee während des Russisch-Japanischen Krieges. In seinem Brief hieß es, dass die Bedeutung des Bajonetts noch einmal zugenommen habe, weil die Wirksamkeit der Feuerkraft der Geschütze bei Nachtangriffen, die als neue Taktik eingesetzt wurden, nachließ.
Am 11. Januar 1905 wurde dann die Produktion des Ladestockbajonetts eingestellt. Es kam ein Komitee zusammen, welches verschiedene Varianten eines Bajonett prüfte. Darunter ein 30 cm langes Stangenbajonett, ein 40 cm langes Messerbajonett und ein 40 cm langes Bolomesser-Bajonett. Am Ende entschied man sich für das 40 cm lange Messerbajonett, da es stabiler und langlebiger war. Am 28. März 1905 wurde die Entscheidung des Komitees genehmigt und am 3. April 1905 wurde das neue Bajonett vom Minister Taft offiziell unter der Bezeichnung Bayonet, Model of 1905 eingeführt.
Nachdem die Produktion des Bayonet Modell 1905 bereits seit 2 Jahren beendet war, wurde ab dem Jahr 1925 eine Vereinfachung der Bezeichnungen eingeführt. Dabei wurde die lange Bezeichnung Model durch ein einfaches M ersetzt, gefolgt von der Jahreszahl der Entwicklung. Somit wurde das Bayonet Modell 1905 zum Bayonet M1905.

## Produktion
Die Produktion des Bajonett Modell 1905 begann 1906 bei Springfield Armory und Rock Island Arsenal und ging bis ins Jahr 1922.
Da man feststellte, dass das Bajonett auch an das Gewehr Johnson M1941 passte, wurde Mitte 1941 beschlossen, dass man die Produktion des Bajonetts wieder aufzunehmen. Im Januar 1942 begann die erneute Produktion, jedoch wurden die ersten Bajonette erst im April 1942 ausgeliefert. Die Serienproduktion konnte nach einigen Verzögerungen im Sommer 1942 starten. Unter Sammlern werden diese Bajonette oftmals als M1942 bezeichnet, wobei die Armee diese Bezeichnung nie verwendete.

| Hersteller                    | Prägestempel            | Datum     | Produktionszahl |
| ----------------------------- | ----------------------- | --------- | --------------- |
| Rock Island Arsenal           | R.I.A. US               | 1906–1919 | 750.000         |
| Springfield Armory            | SA US                   | 1906–1922 | 750.000         |
| Union Fork and Hoe Co.        | UFH US 1942 UFH US 1943 | 1942 1943 | 385.000         |
| American Fork and Hoe Co.     | AFH US 1942 AFH US 1943 | 1942 1943 | 350.000         |
| Pal Blade and Tool Co.        | PAL US 1941 PAL US 1943 | 1942 1943 | 250.000         |
| Oneida, Ltd.                  | OL US 1942 OL US 1943   | 1942 1943 | 235.000         |
| Utica Cutlery Co.             | UC US 1942 UC US 1943   | 1942 1943 | 225.000         |
| Wilde Drop Forge and Tool Co. | WT US 1942 WT US 1943   | 1942 1943 | 60.000          |

Bei der neuen Produktion gab es kleinere Veränderungen und teilweise Vereinfachung von Teilen. So wurde der Bereich des Griffs deutlich vereinfacht und gröber geschnitten. Auch die Griffe selbst erfuhren einige Änderungen. Durch Versuche mit Kunststoffen im Jahr 1941 wurde im April 1942 beschlossen, dass das Griffmaterial fortan aus diesen neuen Material bestehen sollte. So hatten diese Bajonette einen schwarzen Griff mit dunkelrot gerippten Lamellen aus Phenol-Formaldehyd-Harz. Bekannt sind drei Hersteller dieser Griffe, jedoch geht man davon aus, dass es mehr Produzenten gab.

| Hersteller                | Prägestempel | Farbe            | Rillen      |
| ------------------------- | ------------ | ---------------- | ----------- |
| Auburn Button Works       | AB           | schwarz rotbraun | 24 pro Zoll |
| Columbus Plastic Products | CPP          | rotbraun         | 27 pro Zoll |
| Norton Laboratories       | LOC          | schwarz          | 31 pro Zoll |

## Beschreibung

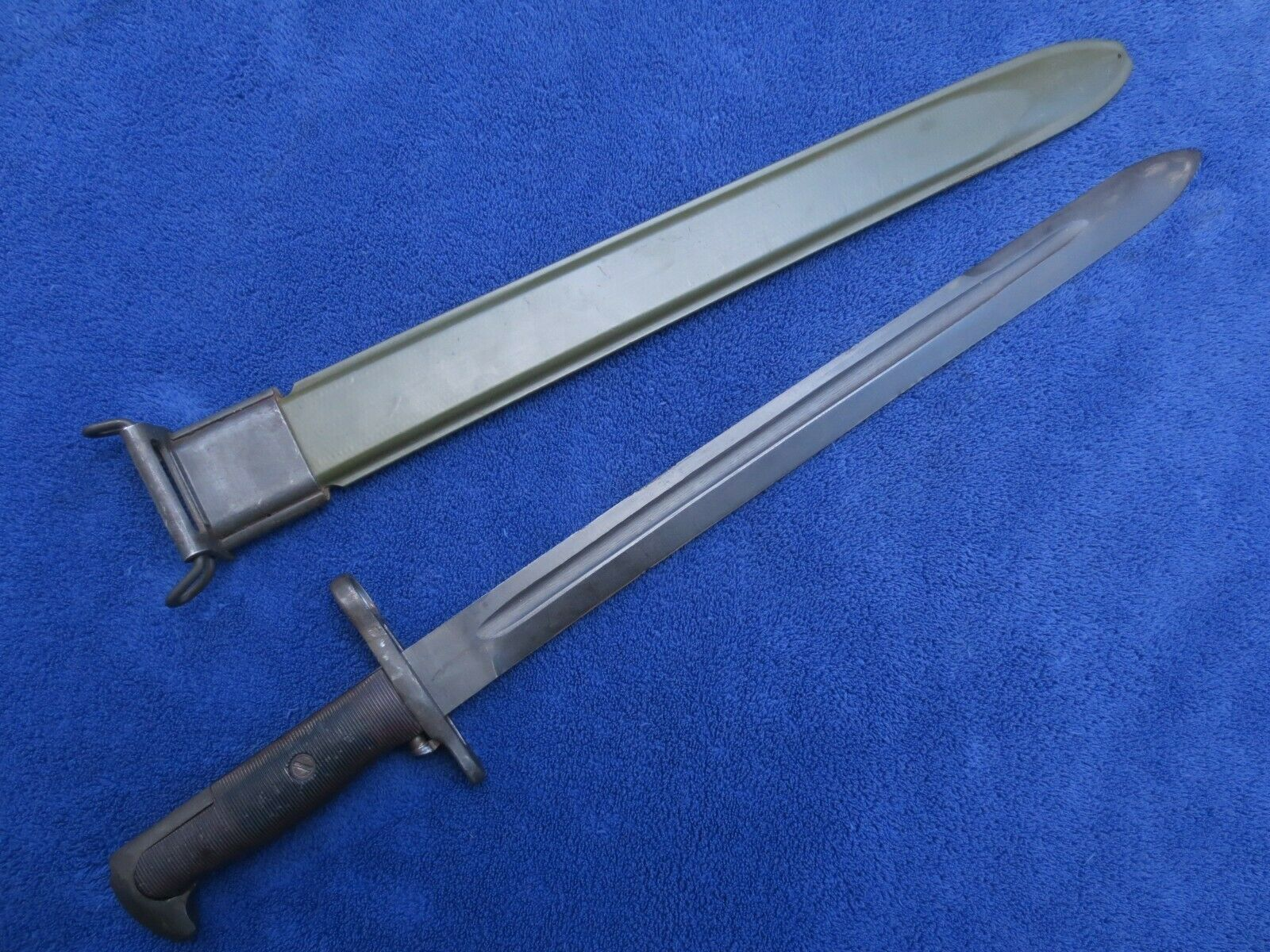
Bajonett M1905 mit Schwertscheide M3

Die Klinge und der Griffrahmen wurden aus einem Stück gefertigt und bestand aus Stahl. Die Klinge selber war 41 cm lang, der Griffrahmen war 10 cm lang. Der Parierbügel wurde durch zwei Löcher mit kegelförmigen Stahlstiften daran befestigt. Der Handgriff bestand aus gerippten Walnussholz und wurde mit einer Schraube am Griff gehalten. Die Variante von 1942 war nahezu identisch, jedoch war der Griff aus braunem oder, eher seltener, schwarzem Kunststoff.
Die ursprüngliche Schwertscheide M1905 bestand aus einem Holzkörper mit einer Rohlederhülle. Um diese am Gürtel befestigen zu können, gab daran einen Gürtelhalter aus Draht. Die spätere Schwertscheide M1910 war statt mit einem Segeltuch überzogen und hatte eine Lederspitze. Diese sollte verhindern, dass das Bajonett das Segeltuch zerschnitt. Die Schwertscheide M1910 wurde im Ersten Weltkrieg hauptsächlich genutzt. Die früheren Schwertscheiden M1905 wurden später dahingehend modifiziert, dass man das Drahtgeflecht durch einen Gürtelhaken ersetzte. Die spätere Schwertscheide M1917 bestand aus einem grünen Lederkörper und wurde anfänglich für das Bajonett M1917 entwickelt, später jedoch als Nachfolger für die Schwertscheide M1905 zugelassen.
Zu Beginn des Zweiten Weltkrieges wurde die Schwertscheide M3 entwickelt, welche alle früheren Schwertscheiden ersetzten sollte. Sie hatte einen Körper aus harzimprägnierter Baumwolle mit einer Metallöffnung. Da das Bajonett M1905 in der Schwertscheide stark klapperte, wurden in der Scheidenspitze Rippen angebracht, die das verhindern sollten. Produziert wurden diese Schwertscheiden bei der Beckwith Manufacturing Co.

## Einsatz
Das Bajonett M1905 wurde hauptsächlich für das Gewehr Springfield M1903 genutzt. Doch konnte auch das Johnson M1941 oder das M1 Garand mit dem Bajonett ausgerüstet werden. Zum Einsatz kam das Bajonett erstmals im Ersten Weltkrieg. Genutzt wurde das Bajonett von jeder Nation, welche auch das Springfield M1903 oder das M1 Garand besaß.
Auch die Wehrmacht führte dieses Bajonett in ihren Listen der Kennblätter fremden Geräts. Hierbei erhielt das Bajonett die Bezeichnung Seitengewehr 100 (a) oder, sofern es von britischen Streitkräften kam, Seitengewehr 100 (e).